# مكتبة زاووسكي
مكتبة زاووسكي ([Biblioteka Załuskich [ˌbʲiblʲjɔˈtɛka zaˈwuscix)
تأسست بمدينة وارسو، بولندا في فترة ما بين 1747-1795 من قبل يوزيف أندشاي زاووسكي وأخيه أندشاي ستانيسواف زاووسكي. وكانت هذه المكتبة هي المكتبة العامة الأولى البولندية، أكبر مكتبة في بولندا وإحدى المكتبات العامة المبكرة في أوروبا.
بعد أنتفاضة كوشتشوشكو تم مصادرة ونقل مجموعات المكتبة إلى سانت بطرسبرغ بروسيا حيث انضمت إلى المكتبة الإمبراطرية العامة.
عام 1920 حكومة الاتحاد السوفيتي أعادت جزءا من مجموعات مكتبة زاووسكي للدولة البولندية الجديدة وفقا لمعاهدة ريغا. ودمر هذا الجزء خلال الحرب العالمية الثانية من قبل القوات الألمانية بعد فشل انتفاضة وارسو عام 1944.
وفي الوقت المعاصر تعتبر المكتبة الوطنية ببولندا وريثا لمكتبة زاووسكي.